# اعلامیه جهانی حقوق بشر
اعلامیهٔ جهانی حقوق بشر یک پیمان بین‌المللی است که در انجمن عمومی سازمان ملل متحد در تاریخ ۱۰ دسامبر ۱۹۴۸ در پاریس به تصویب رسیده است. این اعلامیه دستاورد مستقیم جنگ جهانی دوم بوده و برای نخستین بار حقوقی را که تمام انسان‌ها سزاوار آن هستند را به‌صورت جهانی بیان می‌دارد، در نتیجه حقوق بشر به حقوقی گفته می‌شود که همگان در همه زمان‌ها و مکان‌ها از آن برخوردارند، متن کامل این بیانیه بر روی وبگاه سازمان ملل متحد منتشر شده است. اعلامیهٔ یادشده شامل ۳۰ ماده است که به توضیح دیدگاه سازمان ملل متحد در مورد حقوق همه انسان‌ها می‌پردازد. مفاد این اعلامیه حقوق بنیادی مدنی، فرهنگی، اقتصادی، سیاسی، و اجتماعی‌ای را که تمامی انسان‌ها در هر کشوری باید از آن برخوردار باشند را مشخص کرده است. منشور بین‌المللی حقوق بشر از اعلامیه جهانی حقوق بشر، میثاق بین‌المللی حقوق اقتصادی، اجتماعی و فرهنگی و میثاق بین‌المللی حقوق مدنی و سیاسی و دو پروتکل انتخابی آن تشکیل شده است. در سال ۱۹۶۶ مجمع عمومی دو میثاق یادشده را به تصویب رساند. در سال ۱۹۷۶ هنگامی که منشور بین‌المللی حقوق بشر توسط تعداد کافی از ملت‌ها مورد تأیید قرار گرفت، به حقوق بین‌الملل تبدیل شد.
مفاد این اعلامیه از نظر بسیاری از پژوهشگران الزام‌آور بوده و از اعتبار حقوق بین‌الملل برخوردارست، زیرا به صورت گسترده‌ای پذیرفته شده و برای سنجش رفتار کشورها به کار می‌رود.
کشورهای تازه استقلال یافتهٔ زیادی به مفاد اعلامیه جهانی حقوق بشر استناد کرده و آن را در قوانین بنیادی یا قانون اساسی خود گنجانده‌اند.

## ساختار و محتوا
ساختار کلی فعلی این اعلامیهٔ جهانی در پیش‌نویس دوم که توسط رنه کسن آماده شد، شکل گرفت. کسن این پیش‌نویس را در ادامهٔ پیش‌نویس اول که توسط جان پیترز هامفری نوشته شده‌بود، تهیه کرد. ساختار ایجاد شده از جمله مقدمه و معرفی اصول اولیه تحت تأثیر کد ناپلئون بود.
اعلامیه شامل مقدمه و سی ماده است:
- مقدمه دلایل تاریخی و اجتماعی را که منجر به نیاز برای نوشتن یک اعلامیه بود، مطرح می‌کند.
- مواد ۱ و ۲ پایهٔ اصلی مفاهیم کرامت، آزادی، برابری و برادری را بنا می‌کنند.
- مواد ۳ تا ۵ به سایر حقوق فردی مانند حق زندگی و منع برده‌داری می‌پردازند.
- مواد ۶ تا ۱۱ به اساسِ قانونیِ حقوق بشر با تمهیداتی برای دفاع در زمان نقض قوانین، اشاره می‌کنند.
- مواد ۱۲ تا ۱۷ به حقوق فردی در جامعه می‌پردازند (از جمله مواردی مانند حق آزادی حرکت).
- مواد ۱۸ تا ۲۱ به آزادی‌های سیاسی، عمومی و روانی از جمله آزادی اندیشه، نظر، دین، وجدان، حرف و آزادی انجمن می‌پردازند.
- مواد ۲۲ تا ۲۷ بر حقوق اقتصادی، اجتماعی و فرهنگی افراد از جمله حق سلامتی تأکید می‌کنند.
- مواد ۲۸ تا ۳۰ نیز بر روش استفاده از قوانین اعلام شده و همچنین مواردی که قابل اجرا نیستند، می‌پردازند.

این اعلامیه برحقوق افراد در جامعه تأکید دارد و اعلام می‌دارد که نباید ازین مواد به‌گونه‌ای استفاده شود که با اهداف ملل متحد در تضاد باشد.

## تاریخچه
مجمع عمومی سازمان ملل متحد، سه سال پس از تأسیس سازمان ملل متحد، اعلامیهٔ جهانی حقوق بشر را تصویب کرد و اعلامیهٔ جهانی حقوق بشر، که هدف آن برقراری تضمین حقوق و آزادی‌های برابر برای همه مردم بود در ۱۰ دسامبر ۱۹۴۸ به تصویب رسید، روزی که اینک در سراسر جهان به عنوان روز بین‌المللی حقوق بشر گرامی داشته می‌شود.

## پیشینه
در طول جنگ جهانی دوم، متفقین - که به‌طور رسمی به عنوان سازمان ملل شناخته می‌شوند - به عنوان جنگ اساسی خود، آزادی‌های چهارگانه را هدف قرار دادند: آزادی بیان، آزادی ادیان، آزادی از ترس، و آزادی از نیازمندی. در اواخر جنگ، منشور ملل متحد مورد بحث و بررسی قرار گرفت و تصویب شد تا "ایمان به حقوق بنیادی بشر، عزت و ارزش انسان" را تأیید کند و همه کشورهای عضو را متعهد می‌کند تا "احترام جهانی و رعایت حقوق بشر و آزادی‌های اساسی برای همه بدون تمایز نژاد، جنس، زبان یا دین " را ارتقا دهند.

### ریشه‌ها
پس از فاجعه تاریخی ناسیونال سوسیالیسم در آلمان نازی و جنایات نژادپرستانه آدولف هیتلر علیه یهودیان و جنایات او علیه دگراندیشان، مخالفان و مردم کشورهای دیگر، اتحادی جهانی برای تشکیل یک نظم نوین جهانی به وجود آمد، که قرار شد بر پایه ارزش‌های مدرن حقوق بشر مقرر شود. فعالان و اندیشمندان حقوق بشر به این امر واقف بودند، که پیروزی بر دیکتاتوری نازی‌ها و دولت‌هایی که متحدین آلمان نازی بودند، به تنهایی نمی‌تواند به صلح سیاسی در جهان منجر شود.
پیش از ورود ایالات متحده آمریکا به جنگ جهانی دوم، رئیس‌جمهوری آمریکا، فرانکلین روزولت، و نخست‌وزیر انگلستان، وینستون چرچیل، در اوت ۱۹۴۱ وقتیکه در یک کشتی جنگی انگلیسی به نام «پرینس آف ویلس» حضور داشتند، «منشور آتلانتیک» را به جهان اعلام کردند. هدف «منشور آتلانتیک» بنیانگذاری صلح نوین جهانی بود، که قرار است در آن «همه انسان‌ها در همه کشورهای جهان یک زندگی آزاد و بدون فقر داشته باشند.»
در ژانویه ۱۹۴۲ بیست و پنج کشور عضو «ائتلاف ضد هیتلری» بیانیه سازمان ملل را امضاء کردند. همه این رویدادهای تاریخی پله‌هایی بودند که به تصویب اعلامیه جهانی حقوق بشر منتهی شدند. اعلامیه جهانی حقوق بشر مصوبه ۱۰ دسامبر ۱۹۴۸ میلادی دستاوردی است که به دنبال جنگ جهانی دوم شکل گرفت. آزادی‌هایی که در اعلامیه جهانی حقوق بشر مطرح هستند توسط رئیس‌جمهور ایالات متحده آمریکا، فرانکلین روزولت، در ژانویه ۱۹۴۱، یعنی هفت سال قبل از تصویب اعلامیه جهانی حقوق بشر، در کنگره آمریکا مطرح شده بودند. روزولت به شهروندان آمریکایی و به شهروندان تمام جهان پیام و نوید چهار آزادی را برای آینده جهان بشری داده بود: آزادی بیان، آزادی عقیده و رهایی از هر نوع ترس و فقر. این چهار آزادی از یک سو هدف اول مورد حمله از سوی حاکمان هر دیکتاتوری و از سوی دیگر میزان ابتدایی نوع آزادی در یک کشور هستند. در جامعه ایی که انسان‌ها نتوانند به صورت آزاد افکار خود را بیان کنند و در آن مورد بنویسند، در جامعه ایی که انسان‌ها اجازه ندارند آزادانه به دین، یا فلسفه و جهان‌بینی یا به یک هدف سیاسی اعتقاد داشته باشند، در جامعه‌ای که مقامات کشور با هدف به وجود آوردن رعب و وحشت و ترس مردم را سرکوب می‌کنند و امنیت مردم را نابود می‌کنند و در جامعه‌ای که مقامات کشور نتوانند حداقل رفاه زندگی را برای همه شهروندان فراهم کنند، ابتدایی‌ترین شرایط یک زندگی آزاد از بین برده شده‌است. به این خاطر بود که روزولت بر این چهار مورد آزادی پافشاری می‌کرد.
در مقدمه این اعلامیه آمده که هدف این حقوق جدید بشری، تبلور آرمان مشترکی است که برای همه ملل این جهان است. در جمله اول این مقدمه به فاجعه اعمال وحشیانه ناسیونال سوسیالیسم آلمان اشاره شده و به اهمیت حقوق نوین بشری صحه گذاشته می‌شود: «… از آنجا که شناسایی حیثیت ذاتی کلیه اعضای خانواده بشری و حقوق یکسان و انتقال ناپذیر آنان اساس آزادی و عدالت و صلح را در جهان تشکیل می‌دهد، عدم شناسایی و تحقیر حقوق بشر منتهی به اعمال وحشیانه‌ای گردیده‌است که روح بشریت را به عصیان واداشته؛ و ظهور دنیایی که در آن افراد بشر در بیان عقیده آزاد و از ترس و فقر فارغ باشند به عنوان بالاترین آمال بشر اعلام شده‌است…»
این نکات متعاقباً در اعلامیه جهانی حقوق بشر نیز مطرح شدند. البته خواست‌های آزادی دین و بیان هم در دهه هفتم سده هجدهم در انقلاب آمریکا و هم در دهه هشتم سده هجدهم در انقلاب فرانسه مطرح شده بودند. ایده آزادی و رهایی از ترس و فقر تصوراتی بدعت‌آور بودند که آرمان‌های حقوق بشری را برای شهروندان همه کشورها در سطح جهانی منقلب کردند. این خواست نیز قبلاً در برنامه «نیو دیل» توسط رئیس‌جمهور ایالات متحده آمریکا فرانکلین روزولت مطرح شده بود و تجلی سیاست اجتماعی او در جواب به بحران اقتصاد جهانی سال‌های نخست دهه سوم سده بیستم بود. روزولت به این نتیجه رسیده بود که سیاست کشور باید در بازار آزاد دخالت کند تا حق اقتصادی و اجتماعی فقرا پایمال نشود. هدف روزولت بهبودی وضع اقتصادی و اجتماعی ناتوان‌ترین و فقیرترین قشرها جامعه بود. روزولت با پیش بردن برنامه اقتصادی سیاسی «نیو دیل» که به گمان خودش یک نوع «سند حقوقی دوم» بود، امکانات حقوقی، اجتماعی و اقتصادی جدیدی را برای بهبود وضع توده‌های فقیر در آمریکا به وجود آورد. در ماه آوریل ۱۹۴۵ ایالات متحده آمریکا همراه با چندین کشور دیگر، باقی دولت‌های جهان را برای تأسیس سازمان ملل متحد به سانفرانسیسکو دعوت کردند. یک سال پیش از آن، یعنی در سال ۱۹۴۴ در واشینگتن، طرحی توسط کشورهای بزرگ غربی برای تأسیس یک سازمان بین‌المللی ریخته شده بود. قرار بر این بود که سازمان جدیدی به نام سازمان ملل متحد جایگزین اتحادیه ملل شود که در دهم ژانویه ۱۹۲۰ تأسیس شده بود. متعاقباً سازمان ملل متحد در ۲۶ ژوئن ۱۹۴۵ تأسیس شد. مجمع عمومی سازمان ملل متحد در ۱۰ دسامبر ۱۹۴۸ قطعنامه ۲۱۷، یعنی اعلامیه جهانی حقوق بشر را در پاریس به تصویب رساند.
آنا الینر روزولت، یکی از مهم‌ترین مؤلفین اعلامیه جهانی حقوق بشر، و رئیس کمیسیون حقوق بشر سازمان ملل متحد بود. او همسر سی و دومین رئیس‌جمهور ایالات متحده آمریکا، فرانکلین روزولت، نیز بود.

### تصویب
در روز ۱۰ دسامبر سال ۱۹۴۸ میلادی اعلامیه جهانی با ۴۸ رأی موافق، بدون رأی مخالف و ۸ رای ممتنع به تصویب رسید. شوروی، جمهوری سوسیالیستی شوروی اوکراین، جمهوری سوسیالیستی بلاروس شوروی، جمهوری فدرال سوسیالیستی یوگسلاوی، جمهوری خلق لهستان، چکسلواکی، عربستان سعودی و اتحادیه آفریقای جنوبی هشت نماینده‌ای بودند که رای ممتنع دادند. هندوراس و یمن (که در آن دوره جزو کشورهای عضو بودند) در رای‌گیری شرکت نکردند.
رای ممتنع اتحادیه آفریقای جنوبی را می‌توان به‌دلیل نظام آپارتاید دانست، که عملکرد آن مستقیماً با تعدادی از مواد بیانیه در تناقض است. رای ممتنع نماینده عربستان سعودی نیز به‌دلیل مخالفت با ۲ ماده از اعلامیه بود: ماده ۱۸ که به همگان «حق تغییر دین و باور» می‌دهد و ماده ۱۶ که در مورد «برابری حقوق در ازدواج» سخن می‌گوید. النور روزولت دلیل رای ممتنع شوروی را ماده ۱۳ بیانیه دانست که به شهروندان اجازه می‌دهد تا کشور خود را ترک کنند.
نماینده شوروی علت رای ممتنع کشور خود را، عدم صراحت کافی مخالفت با فاشیسم در اعلامیه جهانی حقوق بشر ذکر کرد.
کشورهای زیر به اعلامیه رأی مثبت دادند:
- افغانستان
- آرژانتین
- استرالیا
- بلژیک
- بولیوی
- برزیل
- میانمار
- کانادا
- شیلی
- چین
- کلمبیا
- کاستاریکا
- کوبا
- دانمارک
- جمهوری دومینیکن
- اکوادور
- مصر
- السالوادور
- اتیوپی
- فرانسه
- یونان
- گواتمالا
- هایتی
- ایسلند
- هند
- ایران
- عراق
- لبنان
- لیبریا
- لوکزامبورگ
- مکزیک
- هلند
- نیوزیلند
- نیکاراگوئه
- نروژ
- پاکستان
- پاناما
- پاراگوئه
- پرو
- فیلیپین
- سیام (تایلند امروزی)
- سوئد
- سوریه
- ترکیه
- انگلستان
- ایالات متحده آمریکا
- اروگوئه
- ونزوئلا

با وجود نقش کلیدی جان هامفری کانادایی، دولت کانادا حاضر به دادن رأی موافق به پیش‌نویس نشد اما در نهایت در مجمع عمومی به نسخهٔ نهایی رأی مثبت داد.

## پروتکل‌های اختیاری
اعلامیه جهانی حقوق بشر همراه با دو میثاق بین‌المللی حقوق اقتصادی، اجتماعی و فرهنگی و حقوق مدنی و سیاسی مهم‌ترین اسناد بین‌المللی حقوق بشر را تشکیل می‌دهند.

## ترجمه‌ها
بنا به گزارش کتاب رکوردهای گینس، اعلامیهٔ جهانی حقوق بشر رکورد بیشترین ترجمه را در میان مکتوبات در طول تاریخ به خود اختصاص داده‌است. متن آن تا به حال به ۳۰۰ زبان مختلف ترجمه شده‌است.